# Brändö sund
Brändö sund (fi. Palosaaren salmi) är ett sund mellan Brändö och Smulterö i Vasa. Sundet är cirka 600 meter långt, 55 meter brett, 2,4 meter djupt och korsas av en vägbro.
Här anlades 1789 en ny  hamn för staden då den gamla vid Hästholmen blivit opraktisk på grund av landhöjningen. Hamnen vid Brändö sund fungerade som stadens uthamn till dess att Vasklot hamn stod färdig 1893.

## Beskrivning
Området präglas av parkmiljö och rester av industriverksamhet. Längs Brändösidan av sundet finns längst i norr Påttska reningsverket, följt av Vasa tvålfabriks och Rahkolas nedlagda fabriksfastigheter. Söder om dessa breder Sundsparken ut sig ända till Vasa universitets tomt. I parken verkar Vasa sjöfartsmuseum och Vasa Arbetares Segelsällskap i gamla strandmagasin. I anslutning till segelföreningen finns sommartid en kiosk och bränslestation för båtar.
Av Smulterö är den södra delen rekreationsområde med badstrand och båtbryggor, den norra delen ett övergivet varvsområde där bland andra Wärtsilä verkat.

## Historia

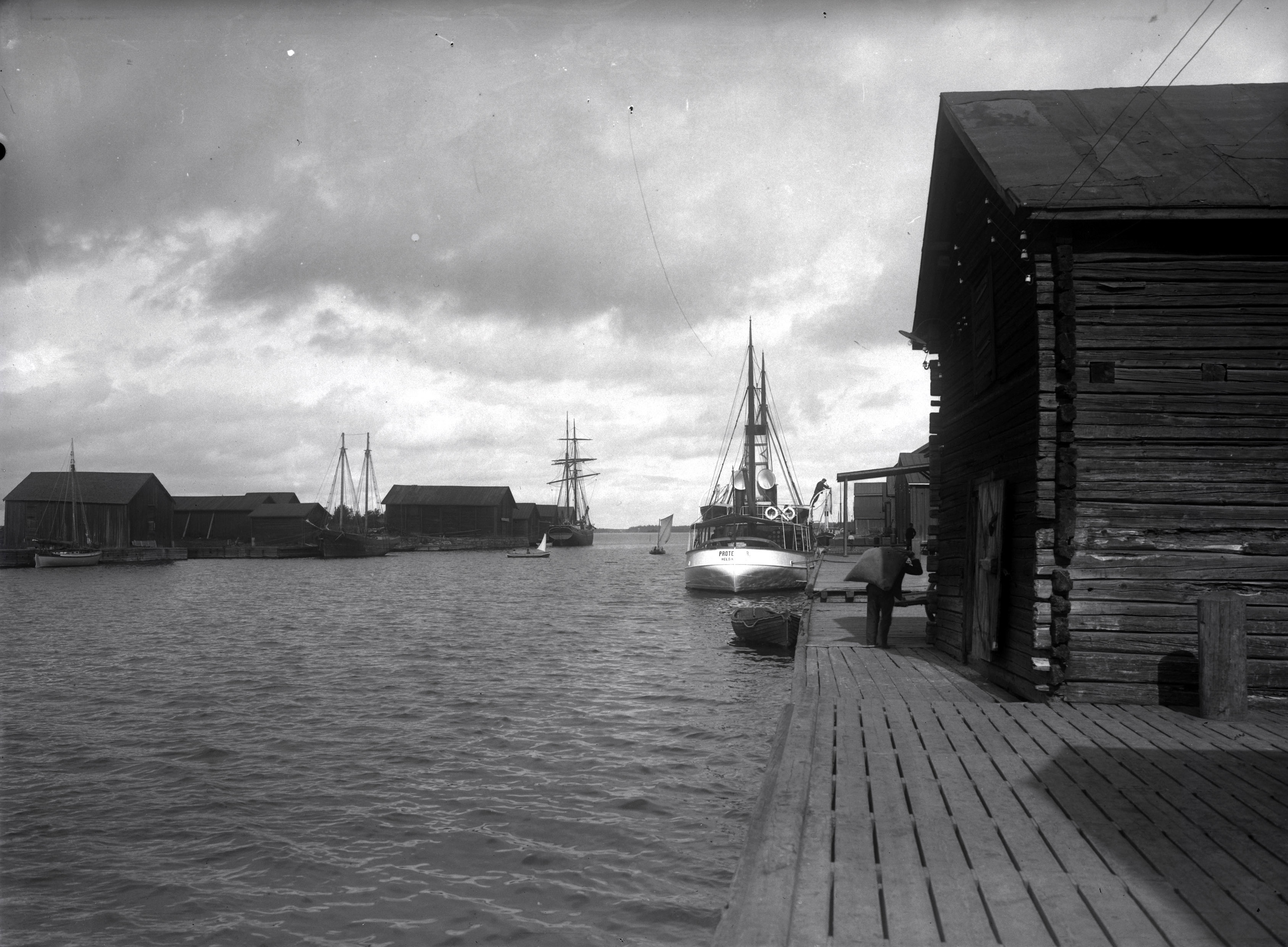
Brändö sund tidigt 1900-tal.

Stränderna vid sundet började bebyggas efter att Vasas nya uthamn anlades här 1789. Efter stadsbranden 1852 och flytten av staden närmare havet utvecklades Brändö till ett betydande hamn- industri- och arbetarbostadsomrde. 
Strax söder om sundet uppfördes på 1860-talet  områdets mest betydelsefulla industrianläggning Vasa bomullsfabrik. Mot slutet av århundradet förlades ett stort tjärlager vid sundet och flera andra industrianläggningar så som Vasa tvålfabrik och ett grisslakteri.